# 尚順
尚順（1873年5月2日—1945年6月17日），童名真三良金，和名松山王子朝明，雅號鷺泉。琉球國王族。他是琉球國末代國王尚泰王的第四子，其母是尚泰王的夫人松川按司加那志（毛氏）。後為日本男爵、貴族院議員。《琉球新報》和沖繩銀行的創立者。

## 生平
1873年5月2日（明治6年4月6日），尚順出生於琉球國首都首里城，被封為松山王子，稱松山御殿。1879年琉球處分時，7歲的尚順隨父尚泰王遷居東京。1892年（明治25年）尚順回到沖繩縣，翌年，與太田朝敷、護得久朝惟、豐見城盛和、高嶺朝光共同創刊《琉球新報》，並於1899年（明治32年）創立沖繩銀行。1924年（大正13年）5月，尚順開始建立桃原農園，廣泛引入沖繩以外的果樹和花卉，1930年（昭和5年）3月對外開放，對沖繩縣農業發展作出了一定貢獻。
尚順可以說是琉球王族中最不幸的一家。尚順與其妻向真子（伊是名朝睦、唐名向宣猷之女）育有六子十女，後來他的兒子們相繼應徵入伍，參加太平洋戰爭。1945年，日本與美國的軍隊在沖繩展開激戰，長子尚謙連同族人今歸仁朝秀（尚弼的曾孫）戰死。而尚順亦未能免於劫難，夫妻二人以及長子一家、三子、四子，連同幼孫尚忠昭、尚忠正皆死於沖繩島戰役。
戰後，尚順的次子陸軍少尉尚誠退伍，繼承了家業。桃原農園由尚詮（尚順第六子）代為管理。後來，尚誠的長子尚厚繼承了這一農園。
尚誠的長女悅子是五井昌久的養女，後來成為五井財團的掌權者，昌久死後，她又作了白光真宏會的第二任教主，改名昌美，目前有信徒50萬人。她和西園寺公望的次子西園寺裕夫生有三女。夫妻長期致力於世界和平等公益事業。